# Рижов Олексій Олегович
Олексій Олегович Рижов (Алексей Олегович Рыжов) (нар. 5 вересня 1970, Іваново, СРСР, РРФСР) — російський співак. Відомий як учасник гурту «Дискотека Авария». Майстер речитативу.
1. ↑  Дискотека Авария — Давай, Авария! на YouTube